# Du danske mand! Af al din magt
"Du danske mand! Af al din magt" er en fædrelandssang skrevet af Holger Drachmann i 1906 med melodi af Carl Nielsen, 1906.